# Rhynchoedura eyrensis
Espèce

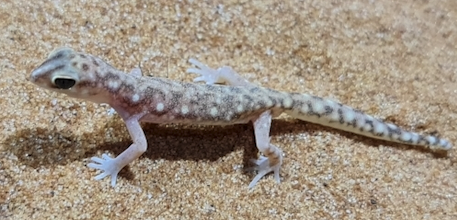

Rhynchoedura eyrensis est une espèce de gecko de la famille des Diplodactylidae.

## Répartition
Cette espèce est endémique d'Australie-Méridionale. Elle se rencontre dans le bassin du Lac Eyre.
Sa présence est incertaine dans le Territoire du Nord et au Queensland.

## Étymologie
Son nom d'espèce, composé de eyre et du suffixe latin -ensis, « qui vit dans, qui habite », lui a été donné en référence au lieu de sa découverte, le Lac Eyre.

## Publication originale
- Pepper, Doughty, Hutchinson & Keogh, 2011 : Ancient drainages divide cryptic species in Australia’s arid zone: Morphological and multi-gene evidence for four new species of Beaked Geckos (Rhynchoedura). Molecular Phylogenetics and Evolution, vol. 61, n. 3, p. 810-822.